# Soul Survivor (C. C. Catch-dal)
A Soul Survivor C. C. Catch holland-német énekesnő második kislemeze a Like a Hurricane albumról. A dal a spanyol kislemezlista 1. helyéig jutott. Máig ez az egyetlen dala, mely listavezető helyezést ért el.

## Számlista
12" kislemez
Német kiadás (Hansa 609 419)
1. Soul Survivor (Long Version – Survivor Mix) – 5:11
2. Midnight Gambler – 5:13
3. Soul Survivor (Radio Version) – 3:15

7" kislemez
Dán kiadás (Mega MRCS 2258)
1. Soul Survivor – 3:23
2. Midnight Gambler – 3:33

CD kislemez
Német kiadás (Hansa 659 419)
1. Soul Survivor (Long Version – Survivor Mix) – 5:11
2. Soul Survivor (Instrumental) – 3:47
3. Soul Survivor (Radio Version) – 3:15
4. Midnight Gambler (Long Version) – 5:13
5. Midnight Gambler (Radio Version) – 3:32

## Slágerlista
| Slágerlista(1987) | Legmagasabb helyezés |
| ----------------- | -------------------- |
| Németország       | 17                   |
| Spanyolország     | 1                    |
| Görögország       | 20                   |
| Jugoszlávia       | 3                    |

## Külső hivatkozások
- Soul Survivor – dalszöveg Archiválva 2015. január 22-i dátummal a Wayback Machine-ben
- Midnight Gambler – dalszöveg Archiválva 2015. január 22-i dátummal a Wayback Machine-ben
- Soul Survivor – videóklip
- Soul Survivor – koncertfelvétel, 2003